# Anochetus sedilloti
Anochetus sedilloti is een mierensoort uit de onderfamilie van de Ponerinae. De wetenschappelijke naam van de soort is voor het eerst geldig gepubliceerd in 1884 door Emery.